# Susann Nordströms orkester
Susann Nordströms orkester är ett dansband bildat i Kivik 1997. Bandet deltog i Dansbandskampen 2008 där man framförde låtarna I Want to Break Free och Till min kära.

## Diskografi

### Album
- Dansmusik från Österlen (2003)
- Österlen Love call (2005)
- ...nära dig (2008)